# Буревестник (баскетбольный клуб, Ярославль)
«Буревестник» — российский мужской профессиональный баскетбольный клуб из Ярославля. Выступает в Первенстве ЦФО.

## История
В 1940-е годы баскетбол в Ярославле был одним из наиболее популярных видов спорта. Существовало три спортивных общества, в которых баскетбол развивался, как один из профильных видов спорта: «Медик» (Ярославский государственный медицинский институт – сегодня ЯГМУ), «Искра» (ЯГТУ), «Наука» (Ярославский государственный педагогический институт – сейчас ЯГПУ).
В 1949 году на базе трех ведущих ВУЗов области сформировалось ярославское студенческое общество, которое вошло в структуру ВДСО «Буревестник».
В 1951 году, с возвращением из Советской Армии одного из лучших ярославских баскетболистов Олега Михайловича Попова, появилась возможность создания на базе существующих мужских команд сборной области. Так, в начале 1952 года появилась команда «Буревестник».
В 1954 году она приняла дебют в первенстве РСФСР среди мужских команд класса «Б». Наибольшим успехом «Буревестника» стало успешное выступление в переходном турнире в 1962 году, за право участия в турнире первой лиги чемпионата СССР. В финалах чемпионата России «Буревестник» практически никогда не занимал места ниже четвертого-пятого места. Невзирая на свои выступления, команда профессиональный статус не получила.
В своем полупрофессиональном статусе «Буревестник» существовал до конца 1970-х годов. Все это время команда участвовала в различных республиканских и всесоюзных турнирах. В 1966 году в Ростове-на-Дону ярославский «Буревестник» стал серебряным призером Пятых Всероссийских спортивных студенческих игр. В сезоне 1973/1974 гг. ярославские студенты победили в первенстве областей Центра РСФСР.
Постепенно становилось понятно, что «Буревестник» становится, скорее, сборной ВУЗов области, чем командой мастеров. История «Буревестника» как единого клуба закончилась в начале 1980-х годов.
В 1990 году в Ярославле была основана команда «Спартак», сменившая затем название на «Медик». Она пять лет подряд становилась чемпионом области. Это послужило толчком для качественного роста ярославского баскетбола. В 2010 году было создано Некоммерческое Партнерство Спортивный Клуб «Буревестник — Верхняя Волга», частью которой стал баскетбольный клуб «Буревестник».
За время своей новейшей истории «Буревестник» три раза (2012, 2014, 2015) становился победителем первенства ЦФО среди мужских команд первой лиги и один раз (2013) – бронзовым призером финала победителей федеральных округов.
В 2015 году «Буревестник» получил профессиональный статус и заявился для участия в Суперлиге-2 дивизион и в Кубке России. Домашней ареной стал отремонтированный КСК «Вознесенский». Состав укрепился многими профессиональными игроками. Возглавил команду литовский специалист Тадас Сточкус. Однако вскоре после старта чемпионата на тренерском мостике произошла замена: вместо Сточкуса клуб возглавил Борис Соколовский. В дебютном сезоне «Буревестник» преследовала череда травм основных игроков, и в итоге клуб занял 6-е место в Суперлиге и не преодолел первый отборочный раунд Кубка страны. Также, в 2015 году был образован фарм-клуб «Буря», который выступает в первой лиге ЦФО.

## Результаты выступлений
| Сезон     | Суперлига-1 дивизион | Суперлига-2 дивизион | Кубок России |
| --------- | -------------------- | -------------------- | ------------ |
| 2015/2016 | —                    | 6 место              | Первый раунд |
| 2016/2017 | —                    | 7 место              | 1/16 финала  |
| 2017/2018 | —                    | 1 место              | 1/16 финала  |
| 2018/2019 | 1/4 финала           | —                    | 1/8 финала   |
| 2019/2020 | 3 место              | —                    | 1/4 финала   |
| 2020/2021 | 1/4 финала           | —                    | 1/4 финала   |

## Достижения
Суперлига-2 дивизион
- Чемпион: 2017/2018

## Главные тренеры
- 2010—2015 —  Алексей Нуждин
- 2015 —  Тадас Сточкус
- 2015—2017 —  Борис Соколовский[1]
- 2017 —  Михаил Михайлов[2]
- 2017—2021  Михаил Терехов[3]
- 2021—н. в. —  Алексей Нуждин

## Капитаны команды
- 2015—2016 —  Александр Данилов
- 2016—2017 —  Павел Ильменков
- 2017 —  Игорь Сухинин[4]
- 2017—2019 —  Илья Александров[5]
- 2019—2020 —  Артёмс Бутянковс[6]
- 2020—н.в. —  Александр Ермолович[7]

## Экипировка
| Период     | Название организации |
| 2015—2018  | Stars2win            |
| 2018—2019  | PEAK                 |
| 2019—н. в. | Stars2win            |

## Текущий состав
| \| Поз. \| № \| Гражд. \| Имя \| Дата рождения (возраст) \| Рост \| Вес \| Звание \| \| ---- \| -- \| ------ \| ------------------- \| ------------------------- \| ------ \| ------ \| ------ \| \| АЗ \| 5 \| \| Кирилл Салмин \| 22 мая 1995 (30 лет) \| 190 см \| 84 кг \| \| \| Ф \| 6 \| \| Шухрат Мурадхаджаев \| 15 февраля 1999 (26 лет) \| 198 см \| 90 кг \| \| \| Ф \| 10 \| \| Дмитрий Панаев \| 15 октября 2002 (22 года) \| 198 см \| 80 кг \| \| \| ЛФ \| 12 \| \| Александр Ермолович \| 17 мая 1989 (36 лет) \| 192 см \| 91 кг \| \| \| ТФ \| 13 \| \| Роман Баландин \| 10 июля 1997 (28 лет) \| 205 см \| 103 кг \| \| \| ТФ \| 14 \| \| Алексей Карпеко \| 26 января 1989 (36 лет) \| 203 см \| 105 кг \| \| \| Ф \| 15 \| \| Константин Новиков \| 24 ноября 1987 (37 лет) \| 200 см \| 105 кг \| \| | Главный тренер - Михаил Терехов Ассистенты тренера - Алексей Нуждин Легенда - (К) — Капитан команды Последнее изменение: 5 августа 2021 года |             |                     |                           |        |        |        |
| Поз. | № | Гражд.      | Имя                 | Дата рождения (возраст)   | Рост   | Вес    | Звание |
| АЗ | 5 | Флаг России | Кирилл Салмин       | 22 мая 1995 (30 лет)      | 190 см | 84 кг  |        |
| Ф | 6 | Флаг России | Шухрат Мурадхаджаев | 15 февраля 1999 (26 лет)  | 198 см | 90 кг  |        |
| Ф | 10 | Флаг России | Дмитрий Панаев      | 15 октября 2002 (22 года) | 198 см | 80 кг  |        |
| ЛФ | 12 | Флаг России | Александр Ермолович | 17 мая 1989 (36 лет)      | 192 см | 91 кг  |        |
| ТФ | 13 | Флаг России | Роман Баландин      | 10 июля 1997 (28 лет)     | 205 см | 103 кг |        |
| ТФ | 14 | Флаг России | Алексей Карпеко     | 26 января 1989 (36 лет)   | 203 см | 105 кг |        |
| Ф | 15 | Флаг России | Константин Новиков  | 24 ноября 1987 (37 лет)   | 200 см | 105 кг |        |

## Работа с болельщиками
Для привлечения болельщиков «Буревестник» завёл аккаунты во всех популярых сетях, где рассказываются последние новости команды. Во время матчей болельщиков развлекает талисман клуба — Борис Буреломов. Также во время перерывов выступает группа поддержки «Грация — Баскет», известная по выступлениям на играх ХК «Локомотив». Все домашние матчи БК «Буревестник» в прямом эфире транслирует телеканал «360° Ярославль». В неигровые дни в КСК «Вознесенский» устраивают совместный просмотр баскетбольных матчей и фильмов.